# Inline-Speedskating-Weltmeisterschaften 1989
Die ersten Inline-Speedskating-Weltmeisterschaften 1989 wurden vom 16. bis zum 23. November 1989 im neuseeländischen Hastings ausgetragen. Die Wettkämpfe fanden auf der Bahn statt. 

## Frauen
| Distanz              | Gold                                                 | Silber                                                | Bronze                                                      |
| Bahn                 | Bahn                                                 | Bahn                                                  | Bahn                                                        |
| -------------------- | ---------------------------------------------------- | ----------------------------------------------------- | ----------------------------------------------------------- |
| 300 m Einzelsprint   | Nora Vega                                            | Desley Hill                                           | Tamara Martin                                               |
| 500 m Sprint         | Luana Pilia                                          | Silvina Pesce                                         | Desley Hill                                                 |
| 1500 m Sprint        | Luana Pilia                                          | Deanna Parker                                         | Patrizia Biagini                                            |
| 3000 m Massenstart   | Francesca Monteverde                                 | Claudia Rodriguez                                     | Luz Mery Tristan                                            |
| 5000 m Punkte        | Claudia Rodriguez                                    | Cheryl Ann Begg                                       | Deanna Parker                                               |
| 10000 m Ausscheidung | Rosana Sastre                                        | Claudia Rodriguez                                     | Luana Pilia                                                 |
| 5000 m Staffel       | Italien Antonella Mauri Patrizia Biagini Luana Pilia | Argentinien Claudia Rodriguez Rosana Sastre Nora Vega | Vereinigte Staaten Danielle Lewis Deanna Parker Lisa Trosky |

## Männer
| Distanz              | Gold                                                | Silber                                            | Bronze                                             |
| Bahn                 | Bahn                                                | Bahn                                              | Bahn                                               |
| -------------------- | --------------------------------------------------- | ------------------------------------------------- | -------------------------------------------------- |
| 300 m Einzelsprint   | Luca Antoniel                                       | Tony Muse                                         | Dante Muse                                         |
| 500 m Sprint         | Stephen Whyte                                       | Dante Muse                                        | Pascal Gravouil                                    |
| 1500 m Sprint        | Tony Muse                                           | Douglas Glass                                     | Stephen Whyte                                      |
| 5000 m Massenstart   | Marco Giannini                                      | Neil Spooner                                      | Tony Hanley                                        |
| 10000 m Punkte       | Stephen Whyte                                       | Dante Muse                                        | Marco Giannini                                     |
| 20000 m Ausscheidung | Dante Muse                                          | Tony Hanley                                       | Dino Grotti                                        |
| 10000 m Staffel      | Vereinigte Staaten Dante Muse Tony Muse Derek Parra | Australien Tony Hanley Neil Spooner Stephen Whyte | Italien Oscar Galliazzo Marco Giannini Dino Grotti |